# Pursuit of Happiness
«Pursuit of Happiness» (стремление к счастью) — песня американского рэпера Кид Кади, записанная при участии американского электронного рок-дуэта Ratatat и американской неопсиходелической группы MGMT. Релиз песни состоялся 15 сентября 2009 года как третий сингл с дебютного альбома Кади Man on the Moon: The End of Day (2009).
Смысл песни часто неверно истолковывают как нечто положительное в беззаботной жизни, хотя на самом деле она рассказывает мрачную историю о вождении в нетрезвом виде, а также о сожалениях и боли, связанных со злоупотреблением наркотиками, и о том, как это приводит к эскапизму.
В декабре 2022 года песня получила бриллиантовый статус от Ассоциации звукозаписывающей индустрии Америки (RIAA) за продажи в 10 миллионов экземпляров в США.

## Запись и релиз
В альбоме трек называется «Pursuit of Happiness (Nightmare)», что отражает настроение всего альбома. Премьера финальной версии песни состоялась 4 сентября 2009 года на шоу DJ Semtex на BBC Radio 1.
В 2021 году Кид Кади выпустил акустическую версию песни, премьера которой состоялась на «Prime Day Show» на Amazon. Песня вошла в мини-альбом Prime Day Show x Kid Cudi, выпущенный эксклюзивно на Amazon Music 17 июня 2021 года.
Оригинальная версия песни позже была включена в первый сборник лучших хитов Кади «The Boy Who Flew to the Moon, Vol. 1».

## Музыка и текст
Люк Хинц из HotNewHipHop написал: «„Pursuit of Happiness“ — это меланхоличное возвращение к самоанализу с точки зрения наркомана, ищущего свой следующий хит. Счастье в треке мимолётно, ограничено пределами каждого наркотического опьянения; это проблеск поиска, который, кажется, никогда не закончится. Кади понимает, что счастье от каждой дозы лишь временно и в конечном итоге не приносит удовлетворения, но ему не удаётся вырваться из порочного круга, который, кажется, всегда заканчивается неудачей».

## Ремикс от Стива Аоки
После выхода песни американский диджей электрохауса Стив Аоки сделал ремикс на «Pursuit of Happiness», который впоследствии стал таким же популярным, как и оригинал, и стал неотъемлемой частью концертов Аоки. Стив Аоки выпустил свой ремикс 5 декабря 2009 года. В 2012 году ремикс активно использовался в трейлерах комедийного фильма «Проект X: Дорвались», а затем был включён в саундтрек к фильму. 1 мая 2012 года был выпущен «Extended Steve Aoki Remix» в цифровом формате на iTunes и Amazon.com. Также в мае 2012 года Кид Кади был номинирован на премию MTV Movie Awards в категории «Лучшая песня из фильма» за ремикс Стива Аоки на песню «Pursuit of Happiness» для фильма «Проект X: Дорвались».

## Мнение критиков
Эмма Сильверс из SF Weekly назвала эту песню «самоосознанным гимном вечеринки 2009 года — или хроникой мыслей человека, погружающегося в пучину пьянства и наркотиков, в зависимости от того, с какой стороны вы посмотрите на это, — изначально это довольно одинокая песня».

## Чарты
| Чарт (2010-14)                                   | Высшая позиция |
| ------------------------------------------------ | -------------- |
| Австралия (ARIA)                                 | 41             |
| Австрия (Ö3 Austria Top 40)                      | 66             |
| Бельгия/Фландрия (Ultratop 50)                   | 9              |
| Бельгия/Валлония (Ultratop 50)                   | 3              |
| Канада (Canadian Hot 100)                        | 76             |
| Франция (SNEP)                                   | 2              |
| Франция (Club 40)                                | 1              |
| Германия (GfK)                                   | 51             |
| Ирландия (IRMA)                                  | 24             |
| Нидерланды (Single Top 100)                      | 49             |
| Швеция (Sverigetopplistan)                       | 39             |
| Швейцария (Schweizer Hitparade)                  | 50             |
| Великобритания Singles (Official Charts Company) | 64             |
| Великобритания (OCC UK Hip Hop/R&B)              | 3              |
| США (Billboard Hot 100)                          | 59             |

| Chart (2022)               | Peak position |
| -------------------------- | ------------- |
| Мир (Billboard Global 200) | 143           |

| Чарт (2012)                 | Позиция |
| --------------------------- | ------- |
| Бельгия (Ultratop Flanders) | 73      |
| Бельгия (Ultratop Wallonia) | 23      |
| Франция (SNEP)              | 18      |

| Чарт (2013)    | Позиция |
| -------------- | ------- |
| Франция (SNEP) | 147     |

## Сертификация
| Регион | Сертификация   | Продажи    |
| --- | -------------- | ---------- |
| Австралия (ARIA) | Платиновый     | 70 000^    |
| Бельгия (BEA) | Золотой        | 15 000*    |
| Бразилия (ABPD) | Платиновый     | 60 000     |
| Дания (IFPI Danmark) | Платиновый     | 90 000     |
| Германия (BVMI) | Платиновый     | 300 000    |
| Италия (FIMI) | Золотой        | 25 000     |
| Новая Зеландия (RMNZ) | 4× Платиновый  | 120 000    |
| Испания (PROMUSICAE) | Золотой        | 30 000     |
| Великобритания (BPI) | Платиновый     | 600 000    |
| США (RIAA) | 12× Платиновый | 12 000 000 |
| * Данные о продажах приведены только на основе сертификации. · ^ Данные о тиражах приведены только на основе сертификации. · Данные о продажах + прослушиваниях приведены только на основе сертификации. |                |            |